# Eleonor Ågeryd
Birgit Eleonor Ågeryd (tidigare Johansson), född 15 februari 1975 i Vittinge församling, Västmanlands län, är en svensk sångerska. I juli 2019 gav hon ut sitt debutalbum i eget namn "Kärlek i vått & torrt"  tillsammans med pianisten Joel Lyssarides. 
Ågeryd var tidigare en del av gruppen Vocalettes som gav ut albumet "In the spirit of Andrew Sisters" i maj 2009. Hon är sångerska i folkrockbandet Rå. Hon var tidigare medlem i jazzvokalgruppen Vocation. Hon sjöng i filmen Den osynlige, regisserad av Joel Bergvall och Simon Sandquist.

## Diskografi
- Kärlek i vått & torrt - Eleonor Ågeryd & Joel Lyssarides (Prophone 2019)
- De två systrarna (musikalbum)- Rå (Universal 2003)